# Júpiter LXIX
Júpiter LXIX (designació provisional S/2017 J 8) és un satèl·lit natural de Júpiter. Fou descobert per Scott S. Sheppard i el seu equip el 2017, i el seu descobriment fou anunciat el 17 de juliol de 2018 mitjançant la Minor Planet Electronic Circular del Minor Planet Center. Té aproximadament 1 quilòmetre de diàmetre i orbita el planeta a un semieix major d'uns 23.232.700 quilòmetres amb una inclinació d'uns 164,7. Pertany al grup de Carme.